# Finale de la Coupe d'Océanie de football 2016
La finale de la coupe d'Océanie de football 2016 était un match de football qui s'est déroulé le 11 juin 2016 au Sir John Guise Stadium de Port Moresby. Il s'agissait du dernier match de la coupe d'Océanie de football 2016, la 10e édition de la coupe d'Océanie de football, une compétition pour les équipes nationales d'Océanie.
Il a été disputé entre la Nouvelle-Zélande et l'hôte, la Papouasie-Nouvelle-Guinée. Il s'agissait de la 5e finale de la Nouvelle-Zélande, après en avoir remporté trois ainsi qu'un quatrième titre dans le système de tournoi toutes rondes utilisé dans l'édition 2008. C'était la première apparition de la Papouasie-Nouvelle-Guinée dans une finale de la compétition. En phase de groupes, la Nouvelle-Zélande a dominé le Groupe B sans perdre un point tandis que la Papouasie-Nouvelle-Guinée a remporté le Groupe A à la différence de buts avec deux nuls et une victoire. En demi-finale, la Nouvelle-Zélande a battu la Nouvelle-Calédonie 1-0 et la Papouasie-Nouvelle-Guinée a battu les Îles Salomon 2-1.
Aucune des deux équipes n'a réussi à marquer en 90 minutes, le match s'est donc prolongé en prolongation. Les 30 minutes de prolongation n'ont produit aucun but, le match s'est donc soldé par des tirs au but. Koriak Upaiga, de Papouasie-Nouvelle-Guinée, a été le premier à rater la fusillade. Après trois pénalités chacune, le score était de 3-2 pour la Nouvelle-Zélande. Le penalty suivant pour les deux équipes a été manqué, Jeremy Brockie pour la Nouvelle-Zélande et Raymond Gunemba pour la Papouasie-Nouvelle-Guinée ont tous deux raté leurs tirs au but. Cela a laissé à Marco Rojas l'opportunité de sceller le match pour la Nouvelle-Zélande. Il l'a fait et a ainsi qualifié son pays pour la coupe des confédérations 2017. La finale de 2016 était la première finale de la coupe d'Océanie de football à se jouer aux tirs au but.

## Contexte
La Nouvelle-Zélande disputait sa 5e finale de coupe d'Océanie, après avoir gagné en 1973, 1998 et 2002 et perdu en 2000. Elle avait également remporté la compétition en 2008 lorsque le vainqueur était désigné selon un système de tournoi toutes rondes. La Papouasie-Nouvelle-Guinée participait à sa première finale de coupe d'Océanie. Lors de leurs trois précédentes participations à la coupe d'Océanie avant 2016, ils ne sont pas sortis de la phase de groupes.
Les deux nations s'étaient rencontrées quatre fois lors de matches officiels de la FIFA avant la finale de la coupe d'Océanie 2016. Les deux premiers matches ont eu lieu en 1997 dans le cadre du deuxième tour des qualifications pour la coupe du monde 1998. Le premier match s'est déroulé à Port Moresby, en Papouasie-Nouvelle-Guinée et la Papouasie-Nouvelle-Guinée a gagné 1-0 avec Francis Niakuam marquant le but gagnant. Lors du match retour organisé à Auckland, en Nouvelle-Zélande, la Nouvelle-Zélande a gagné 7-0. La Nouvelle-Zélande a fini en tête du groupe de qualification et a progressé vers la phase finale tandis que la Papouasie-Nouvelle-Guinée a terminé dernière du groupe. Le troisième match entre les deux nations a eu lieu lors de la coupe d'Océanie 2002 et la Nouvelle-Zélande a gagné 9-1. Le quatrième et le plus récent match entre la Nouvelle-Zélande et la Papouasie-Nouvelle-Guinée avant la finale de la coupe d'Océanie 2016 se déroulait dans le groupe B de la coupe d'Océanie 2012. La Nouvelle-Zélande a gagné 2-1, ce qui signifie qu'elle menait le record face-à-face entre elle et la Papouasie-Nouvelle-Guinée 3-1 avant la finale de la coupe d'Océanie 2016.

## Parcours respectifs
Note : dans les résultats ci-dessous, le score du finaliste est toujours donné en premier.
| Nouvelle-Zélande   | Nouvelle-Zélande | Tour                | Papouasie-Nouvelle-Guinée | Papouasie-Nouvelle-Guinée |
| ------------------ | ---------------- | ------------------- | ------------------------- | ------------------------- |
| Adversaires        | Résultat         | Phase de groupes    | Adversaires               | Résultat                  |
| Fidji              | 3–1              | Match 1             | Nouvelle-Calédonie        | 1–1                       |
| Vanuatu            | 5–0              | Match 2             | Tahiti                    | 2–2                       |
| Îles Salomon       | 1–0              | Match 3             | Samoa                     | 8–0                       |
| Adversaires        | Résultat         | Élimination directe | Adversaires               | Résultat                  |
| Nouvelle-Calédonie | 1–0              | Demi-finale         | Îles Salomon              | 2–1                       |

## Match
| 11 juin 2016    | Nouvelle-Zélande                             | 0–0 a. p.       | Papouasie-Nouvelle-Guinée         | Sir John Guise Stadium, Port Moresby            |                                                 |
| 16:00 UTC+10:00 |                                              |                 |                                   | Spectateurs : 13 000 Arbitrage : Norbert Hauata | Spectateurs : 13 000 Arbitrage : Norbert Hauata |
| 16:00 UTC+10:00 | Rapport                                      |                 |                                   | Spectateurs : 13 000 Arbitrage : Norbert Hauata | Spectateurs : 13 000 Arbitrage : Norbert Hauata |
| 16:00 UTC+10:00 | Fallon · McGlinchey · Dyer · Brockie · Rojas | Tirs au but 4–2 | Upaiga · Semmy · Foster · Gunemba | Spectateurs : 13 000 Arbitrage : Norbert Hauata | Spectateurs : 13 000 Arbitrage : Norbert Hauata |

|  |  |

|                 |    |                    |       |     |
|                 |    |                    |       |     |
| GK              | 1  | Stefan Marinović   |       |     |
| RWB             | 16 | Louis Fenton       | 27e   |     |
| CB              | 5  | Michael Boxall     | 48e   |     |
| CB              | 17 | Luke Adams         |       |     |
| CB              | 18 | Sam Brotherton     |       |     |
| LWB             | 2  | Kip Colvey         | 61e   |     |
| CM              | 13 | Monty Patterson    |       | 53e |
| CM              | 8  | Michael McGlinchey | 90+2e |     |
| AM              | 6  | Bill Tuiloma       |       | 71e |
| CF              | 7  | Kosta Barbarouses  |       | 55e |
| CF              | 14 | Rory Fallon        |       |     |
| Remplaçants :   |    |                    |       |     |
| MF              | 11 | Marco Rojas        |       | 53e |
| ST              | 15 | Jeremy Brockie     |       | 55e |
| MF              | 22 | Moses Dyer         |       | 71e |
| Sélectionneur : |    |                    |       |     |
| Anthony Hudson  |    |                    |       |     |

| GK                  | 20 | Ronald Warisan  |      |      |
| RB                  | 2  | Daniel Joe      |      |      |
| CB                  | 5  | Felix Komolong  |      |      |
| CB                  | 4  | Alwin Komolong  |      |      |
| LB                  | 19 | Koriak Upaiga   |      |      |
| CM                  | 14 | Emmanuel Simon  |      | 115e |
| CM                  | 12 | David Muta (c)  |      |      |
| RW                  | 9  | Nigel Dabinyaba |      |      |
| AM                  | 8  | Michael Foster  | 35e  |      |
| LW                  | 18 | Tommy Semmy     | 20e  |      |
| CF                  | 7  | Raymond Gunemba | 117e |      |
| Remplaçants :       |    |                 |      |      |
| MF                  | 17 | Jacob Sabua     |      | 115e |
| Sélectionneur :     |    |                 |      |      |
| Flemming Serritslev |    |                 |      |      |